# Dietachbach
Der Dietachbach, auch Thallingerbach, ist ein kleiner Nebenbach der Enns im Traunviertel in Oberösterreich.

## Lauf und Hydrographie
Der Bach entspringt zwischen Schwödiau und Kerschberg, und rinnt über Thalling und Dietach nordostwärts. Etwas östlich, zwischen Kaibling und der Anschlussstelle der B309 am Fuße des Heubergs, verschwindet er nach 3,6 Kilometern im Untergrund. Die folgenden 3,8 Kilometer ist er verrohrt und wird zur Enns geleitet.
Das hydrographische Einzugsgebiet des Dietachbachs erstreckt sich am Nordrand der Stadt Steyr, von der Wolfener Waldrandsiedlung und dem Steyrer Ort Neustift nordostwärts, mit der Dietacher Niederung zwischen Heuberg im Norden und Dornach und dem Terrassensporn bei Hausleiten im Süden, bis in die Winklinger Terrasse zwischen Asang, Pühring und Staning an der Enns. Hier, etwas unterhalb des Kraftwerks Staning, befindet sich der nominelle Zufluss zur Enns. Dieses Areal umfasst 14,2 km².
Der Bach versickerte ursprünglich in den Schottern der Ennsterrassen. Dieser Zustand soll mit der Renaturierung der Schottergrube in Winkling wiederhergestellt werden.

## Geschichte
Der Bach (beziehungsweise die Gegend) ist als Todicha schon im Stiftungsbrief für das Kloster Kremsmünster durch Herzog Tassilo 777 urkundlich, und wird als -achen-Name gedeutet. Der Raum gehörte damals zur Slawendekanie.